# Lamborghini Tipo III
Lamborghini Tipo III – wersja Urraco P250 przeznaczona na rynek amerykański, produkowana w latach 1972–1976.  
Lamborghini Tipo III to Urraco P250 z modyfikacjami niezbędnymi do uzyskania homologacji na rynku USA. Wnętrze nie zostało zmienione, natomiast w podwoziu i nadwoziu wprowadzono kilka modyfikacji. Na zewnątrz zamontowano duże czarne zderzaki, które gwarantowały pieszym większe bezpieczeństwo w razie potrącenia ich przez to auto. Zwiększyły się przez to długość i szerokość pojazdu. Ponadto w stosunku do europejskiego odpowiednika cała konstrukcja Tipo III została wzmocniona. W efekcie Tipo III był cięższy o 200 kg więcej od Urraco P250. Aby spełnić surowe normy USA, moc silnika została obniżona ze 162 kW (220 KM) do 132 kW (180 KM). Zmniejszył się także moment obrotowy, co w połączeniu z większą masą znacznie pogorszyło osiągi.

## Dane techniczne Lamborghini Tipo III
| Marka i model                  | Lamborghini Tipo III                 |
| Okres produkcji                | 1972 - 1976                          |
| Długość (mm)                   | 4440 mm                              |
| Szerokość (mm)                 | 1740 mm                              |
| Wysokość (mm)                  | 1160 mm                              |
| Rozstaw osi (mm)               | 2450 mm                              |
| Masa (kg)                      | 1300 kg                              |
| Opony                          | Michelin XWX                         |
| Rozmiar kół pojazdu (mm)       | 205/70 VR 14                         |
| Napęd                          | na tył                               |
| Typ silnika                    | V8 16v                               |
| Pojemność skok. (cm³)          | 2463 cm ³                            |
| Skrzynia biegów (M/A)          | 5-biegowa (M)                        |
| Moc kW (KM)                    | 132 kW (180 KM) przy 7500 obr / min. |
| Moment obrotowy (Nm)           | 196 Nm przy 5750 obr / min.          |
| Osiągi (s)                     |                                      |
| 0-100 km/h (s)                 | 6,9 s                                |
| 0-100 mph (0-161 km/h) (s)     | 26,5 s                               |
| 0-1000 m (s)                   | 26,8 s                               |
| Śr. zużycie paliwa             | 13 l/100 km                          |
| Prędkość maksymalna (km/h)     | 225 km/h                             |
| Stosunek masy do mocy (kg/KM)  | 7,22 kg/KM                           |
| Rozkład mas (%) (przód/tył)    | 41,6 / 58,4                          |
| Pojemność zbiornika paliwa (l) | 80 l                                 |
| Pojemność bagażnika (l)        | 285 l                                |
| ------------------------------ | ------------------------------------ |